# Schtroumpf paysan
 (juin 2024).
Si vous disposez d'ouvrages ou d'articles de référence ou si vous connaissez des sites web de qualité traitant du thème abordé ici, merci de compléter l'article en donnant les références utiles à sa vérifiabilité et en les liant à la section « Notes et références ».
Le Schtroumpf paysan est un personnage de fiction de la bande dessinée Les Schtroumpfs. Il a été créé par le dessinateur belge Peyo, puis transformé par Thierry Culliford.

## Caractéristiques
Le Schtroumpf paysan est l'agriculteur du village. Il vit en bordure du village et cultive des aliments pour tous les Schtroumpfs, en complément de ce qu'ils peuvent ramasser dans la forêt (fruits, champignons, etc.). C'est un Schtroumpf averti qui court souvent dans le village pour annoncer le danger approchant.
Dans les premiers albums, il a la même apparence que les autres schtroumpfs et s'affaire du matin au soir dans son champ de salades (mais aussi de pommes de terre, de pastèques, de carottes, de poireaux, de salsepareille, etc.), avec son râteau à la main. Son râteau est constitué d'un manche en bois et de trois piques métalliques (alors que la plupart des râteaux en ont quatre ou cinq). Parfois, c'est une fourche qui lui sert d'outil pour cultiver ses salades (Le schtroumpfeur de pluie). Il possède un caractère sympathique, mais est fréquemment révolté par le temps qu'il fait et les oiseaux qui tournent autour de ses plantations. Il est très lié avec le Schtroumpf poète car on le voit souvent avec lui.
Lorsque Thierry Culliford, le fils de Peyo, reprend la direction des albums, le Schtroumpf paysan connait une évolution. Il garde le même caractère mais son apparence physique change. Il porte maintenant une salopette vert foncé déchirée au niveau des chevilles, des sabots de bois, et un chapeau de paille de la même forme que les bonnets des autres des schtroumpfs. Dans certains albums il parle même avec le vocabulaire attribué aux paysans (il s'exclame souvent "Crévinschtroumpf!") mâchonnant un épi de blé. Il est aussi présenté avec des outils plus variés : brouette, pelle, arrosoir.
C'est à partir de ce moment où le personnage se transforme que son rôle dans les histoires devient de plus en plus important.

## Apparitions
Il apparaît pour la première fois dans Le Schtroumpfeur de pluie, où sa dispute avec le Schtroumpf poète provoque un dérèglement climatique.
Il tient un rôle important dans l'album On ne schtroumpfe pas le progrès, où il sauve le village de la menace des robots que les Schtroumpfs ont créés.
Dans "Salade de Schtroumpfs", il est responsable de la transformation d'une grande partie des Schtroumpfs du village en légumes, après avoir trop augmenté une dose de fongicide.
Il est l'un des personnages du jeu Schtroumpfs Kart.

## Postérité
En 2020, une pièce de 10 euros avec l'apparence du Schtroumpf paysan est émise en France à un tirage de 75 000 pièces.